# Nezumia bairdii
Nezumia bairdii is een straalvinnige vissensoort uit de familie van rattenstaarten (Macrouridae). De wetenschappelijke naam van de soort is voor het eerst geldig gepubliceerd in 1877 door George Brown Goode en Tarleton Hoffman Bean.